# خداناباوری نو
خداناباوری نو، بی‌خدایی نو یا آتئیسم نو، اصطلاحی ژورنالیستی برای توصیف تفکرات ترویج‌شده توسط خداناباوران قرن بیست و یکم است. این رویکرد جدید، توسط منتقدان دین و تفکر دینی، توسعه یافته‌است. این جنبش، معمولاً با تفکرات افرادی همچون: ریچارد داوکینز (زیست‌شناس)، دنیل دنت (فیلسوف)، سم هریس (عصب‌شناس)، کریستوفر هیچنز (منتقد دین) و ویکتور استنجر پیوند خورده‌است. از چهار تن نخست، تحت عنوان چهار سوار، یاد می‌شود. متفکران و نویسندگان مدافع این دیدگاه، اعتقاد دارند که خرافات و دین و بی‌منطقی را نباید به‌سادگی تحمل کرد؛ بلکه هرگاه تفکر دینی در حکومت و آموزش و سیاست، نفوذ می‌کند باید با انتقاد و افشاگری، با آن، مقابله کرد.
خداناباوری نو، در انسان‌گرایی سکولار و خداستیزی، ریشه دارد و اغلب با آن، هم‌پوشانی دارد، به خصوص در انتقاد به آنچه که بسیاری از خداناباوران نو، القا یا آموزش دین به کودکان و استمراربخشی به ایدئولوژی‌های فراطبیعی می‌دانند.

## تاریخچه
انتشار کتاب پرفروش پایان ایمان: مذهب، ترس و آیندهٔ خرد در سال ۲۰۰۴ توسط سم هریس، با چاپ چندین کتاب مجبوب و پرفروش از نویسندگان خداناباور دنبال شد. هریس حوادث ۱۱ سپتامبر ۲۰۰۱ را به‌طور مستقیم ناشی از اسلام دانست و همچنین به‌طور مستقیم به انتقاد از مسیحیت و یهودیت پرداخت. دو سال بعد، هریس نگارش خود را با نامه‌ای به ملت مسیحی ادامه داد که شامل انتقادی شدید به مسیحیت است. همچنین ریچارد داوکینز در سال ۲۰۰۶ پس از ساخت مستند، ریشه همه شر؟ کتاب پندار خدا را چاپ کرد که ۵۱ هفته در لیست پرفروش‌ترین کتاب نیویورک تایمز قرار داشت.
در سال ۲۰۱۰ میلادی، تام فلین در مقاله‌ای با عنوان «چرا من به خداناباوری نو باور ندارم» ادعا کرد آنچه امروز «خداناباوری نو» خوانده می‌شود نه یک جنبش است و نه نو. آنچه جدید است انتشار تفکرات خداناباورانه توسط ناشران مطرح، خوانده شدن آن‌ها توسط میلیون‌ها نفر و قرار گرفتن در لیست پرفروش‌ترین کتاب‌ها است.

## کتاب‌های برجسته
در لیست زیر، برخی از کتاب‌های مهم در موضوع خداناباوری و نقد دین قرار دارند:
- پایان ایمان: دین ترور و آینده دلیل از سام هریس (۲۰۰۴)
- مانیفست بی‌خدا|مانیفست خداناباوری: پرونده‌ای علیه مسیحیت، یهودیت و اسلام از میشل انفره (۲۰۰۵)
- کافر: زندگی من از آیان حرصی علی (۲۰۰۶ به هلندی ترجمهٔ انگلیسی در ۲۰۰۷)
- توهم خدا توسط ریچارد داوکینز (۲۰۰۶)
- شکستن طلسم: دین به عنوان یک پدیده طبیعی از دانیل دنت (۲۰۰۶)
- خدا: فرضیه شکست خورده—چگونه علم نشان می‌دهد که خدا وجود ندارد از ویکتور استنجر (۲۰۰۷)
- خدا بزرگ نیست: چگونه دین همه‌چیز را مسموم می‌کند از کریستوفر هیچنز (۲۰۰۷)
- بی‌خدا: چگونه یک مسیحی انجیلی یکی از پیشروان آمریکایی خداناباوری شد (Godless: How an Evangelical Preacher Became One of America's Leading Atheists) از دن بارکر (۲۰۰۸)
- استدلال خدا (The God Argument) توسط ای. سی. گریلینگ (۲۰۱۳)

## چهره‌های برجسته

### چهار سوار

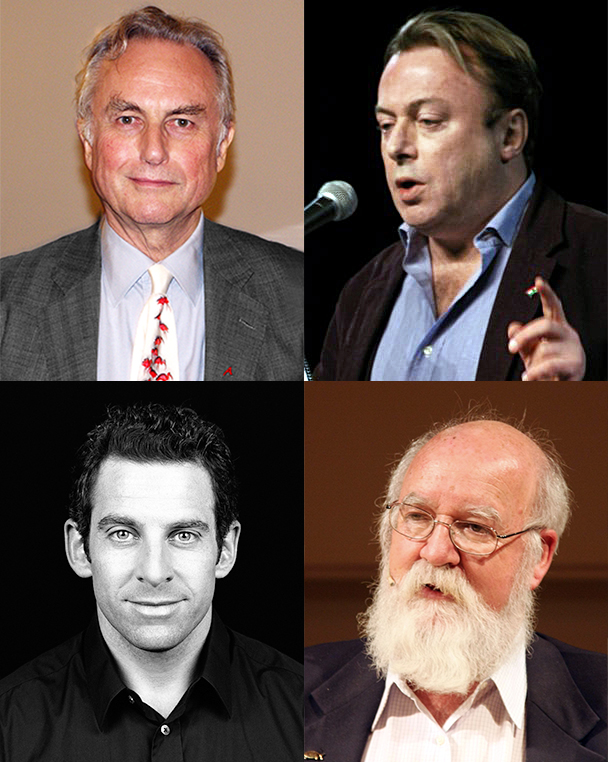
در جهت عقربه‌های ساعت از سمت چپ بالا: ریچارد داوکینز، کریستوفر هیچنز، دانیل دنت و سام هریس.
به‌گفتهٔ ریچارد داوکینز: «ما همه در مورد بسیاری از خدایانی که جوامع باور داشته‌اند خداناباوریم، برخی از ما فقط یک خدا پیش‌تر رفته‌اند."

در تاریخ ۳۰ سپتامبر ۲۰۰۷ چهار چهرهٔ برجستهٔ خداناباور (ریچارد داوکینز، کریستوفر هیچنز، سام هریس و دانیل دنت) در محل اقامت خصوصی هیچنز دو ساعت گفتگو کردند. این رویداد ضبط و با عنوان «چهار سوار»منتشر شد. در «مناظرهٔ خدا» در سال ۲۰۱۰ با حضور کریستوفر هیچنز در مقابل دنیش دسوزا، از مجموعهٔ این چهار نفر به عنوان «چهار سوار ناآخرالزمان» نام برده شد. این عبارت به چهار سوار در مکاشفهٔ یوحنا اشاره دارد.
سام هریس نویسندهٔ کتاب‌های غیر داستانی پرفروش پایان ایمان، نامه‌ای به ملت مسیحی چشم‌انداز اخلاقیو بیدار شدن از خواب: راهنمای معنویت بدون دین است. همچنین او دو اثر کوتاه‌تر به نام‌های ارادهٔ آزاد و دروغ‌گویی در ابتدا به‌صورت الکترونیکی منتشر کرده‌است. هریس از بنیان‌گذاران پروژهٔ خرد است.
ریچارد داوکینز نویسندهٔ کتاب توهم خدا و پیش از آن، مستند شبکه‌ی۴ بریتانیا با عنوان ریشه همه شر؟ است. او همچنین، بنیان‌گذار بنیاد خرد و دانش ریچارد داوکینز است.
کریستوفر هیچنز نویسندهٔ خدا بزرگ نیست بود. و نام او در میان «۱۰۰ اندیشمند برتر مردمی» توسط فارن پالیسی و مجلهٔ پراسپکت قرار دارد. علاوه بر این هیچنز هیئت مشورتی ائتلاف سکولار برای آمریکا فعالیت داشت. در ۲۰۱۰ هیچنز شرح‌حال خود هیچ-۲۲ (اسم مستعاری ساخته شده توسط دوست نزدیکش سلمان رشدی که هیچنز همواره در حوادث مربوط به آیات شیطانی حمایت می‌کرد) مدت کوتاهی پس از انتشار این کتاب، هیچنز دچار سرطان مری تشخیص داده شد که موجب مرگ او در دسامبر ۲۰۱۱ شد. هینچز پیش از مرگش، مجموعه‌ای از رساله‌ها و مقالات خود را در کتابش «مسلماً» چاپ کرد. نوشتهٔ کوتاهی به نام «فناپذیری» پس از مرگش در سال ۲۰۱۲ چاپ شد. این نوشته‌ها و سخنرانی‌های متعدد هیچنز، برای او زیربنایی فراهم کرد تا در هنگام بیماری‌اش یک خداناباور زیرک باقی بماند، حتی در آن هنگام به‌طور مشخص دربارهٔ رسمِ تبلیغ دینی دم مرگ صحبت می‌کرد و تلاش برای تغییر دین بیماران لاعلاج را محکوم می‌کرد و «رفتاری ناگوار» می‌دانست.
دنیل دنت نویسندهٔ ایده خطرناک داروین شکستن طلسم و بسیاری آثار دیگر است. او همچنین حامی پروژهٔ روحانی است، سازمانی که از روحانیون آمریکایی که دیگر به خدا اعتقاد ندارند و نمی‌توانند در اجتماعات خود مشارکت کنند، حمایت می‌کند.

### خداناباوران دیگر
پس از مرگ هیچنز، به آیان حرصی علی در کنوانسیون جهانی خداناباوران سال ۲۰۱۲ (که حضور هیچنز در آن برنامه‌ریزی شده بود) با عنوان «به‌اضافهٔ یک سوارِ زن» اشاره شد؛ زیرا در اصل، از او در نشست سال ۲۰۰۷ «سواران» خداناباور دعوت شده بود؛ اما در آخرین لحظه، مجبور به لغو آن شد. حرصی علی در شهر موگادیشو سومالی متولد شد و در سال ۱۹۹۲ به هلند فرار کرد تا از ازدواج اجباری رهایی یابد. او وارد سیاست هلند شد؛ عقیدأ دینی خود را کنار زد و نیز با ایدئولوژی اسلامی به ویژه دربارهٔ مسائل زنان، مخالفت کرد و در همین راستا کتاب‌های کافر و باکره در قفس را نوشت. حرصی علی بعدها در تولید این فیلم تسلیم مشارکت کرد که موجب شد دوستش تئو ون گوگ - در حالی که نامهٔ تهدید به مرگ حرصی علی به سینه‌اش چسبیده بود - به قتل برسد. این مسئله، منجر به مخفی شدن حرصی علی و سپس مهاجرتش به ایالات متحده شد؛ جایی که او در حال حاضر ساکنش است. او همچنان به‌عنوان یک منتقد نیرومند اسلام، دین و شیوهٔ رفتار با زنان در تفکر و جامعهٔ اسلام باقی مانده‌است و در رابطه با حدود آزادی بیان و آزادی توهین گفتگو می‌کند.
گرچه «چهار سوار» مسلماً مهم‌ترین طرفداران خداناباوری هستند، تعداد دیگری از خداناباوران برجسته نیز جزو آنان هستند: لاورنس کراوس، (نویسنده جهان از هیچ چیز)، جیمز رندی (دست‌روکن مسائل فراطبیعی و تردست سابق)، جری کوین (چرا فرگشت واقعی است و وبلاگ مکلمش که به‌طور خاص شامل جدل در برابر موارد موضعی مسائل دینی است)، گرتا کریستینا (چرا خداناباوران این‌قدر عصبانی هستند؟ )، ویکتور استنجر (خداناباوری نو)، مایکل شرمر (چرا مردم چیزهای عجیب و غریب را باور دارند) و دیوید سیلورمن (رئیس بنیاد خداناباوران آمریکایی و نویسنده از مبارزه با خدا: یک مانیفست خداناباورانه برای یک جهان مذهبی)، ابن وراق (چرا من یک مسلمان نیستم) و مت دیلاهانتی (مجری برنامهٔ تلویزیون تجربهٔ خداناباورانه)، بیل مار (نویسنده و ستارهٔ ۲۰۰۸ مستند رلیجلس)، استیون پینکر (نویسنده کانادایی) (دانشمند علوم شناختی زبانشناس و روان‌شناس و نویسندهٔ برجسته)، جولیا گلف (از مجریان پادکست «منطقی صحبت کردن») و میشل انفره (مانیفست خداناباورانه: پرونده‌ای علیه مسیحیت، یهودیت و اسلام).

## چشم‌انداز
برخلاف بسیاری از نویسندگان پیشین - که علم را به مفهوم خدا بی‌ارتباط دانسته یا حتی ناتوان در درک آن می‌دانستند، بسیاری از خداناباوران معاصر از چشم‌اندازی علمی می‌نویسند. داوکینز استدلال می‌کند که «فرضیهٔ وجود خدا» یک فرضیه‌ی قابل قبول علمی است و ب دلیل اینکه بر جهان فیزیکی تأثیر دارد، مانند هر نظریه دیگری می‌تواند آزمون و ابطال شود. خداناباوران معاصر دیگر، مانند ویکتور استنجر معتقدند که خدای شخص‌وار ابراهیمی یک فرضیهٔ علمی است که می‌تواند با روش‌های استاندارد علمی آزموده شود. هردوی آن‌ها یعنی داوکینز و استنجر، نتیجه می‌گیرند که این فرضیه در آزمون‌های علمی رد می‌شود و استدلال می‌کنند که طبیعت‌گرایی برای توضیح هر چیزی که در کیهان مشاهده می‌کنیم کافی است. از دورترین کهکشان‌ها، تا توضیح پیدایش حیات، شکل‌گیری گونه‌ها و چگونگی کارکرد مغز و خودآگاهی. آن‌ها استدلال می‌کنند که به‌هیچ‌وجه نیازی به پذیرفتن خدا یا فراطبیعت برای توضیح واقعیت نیست. خداناباوران برهان اختفای الهی را می‌پذیرند و اعلام می‌کنند زمانی که انتظار می‌رود مدرکی وجود داشته باشد، «وجود نداشتن مدرک، مدرکی بر وجود نداشتن است» (توسل به نادانی).

### آزمون علمی دین
بی‌خدایان می‌کویند که بسیاری از ادعاهای دینی یا فراطبیعی (مانند تولد عیسی از باکره و زندگی پس از مرگ) ادعاهای علمی دربارهٔ طبیعت هستند؛ برای مثال، آن‌ها استدلال می‌کنند که نسب عیسی یک امر «ارزشی» یا «اخلاقی» نیست؛ بلکه مسئله‌ای علمی است. این متفکران معتقدند که علم می‌تواند بسیاری از باورهای فراطبیعی را بیازماید. مؤسساتی مانند مایو کلینیک و دانشگاه دوک در حال تلاش برای پیدا کردن زیربنایی تجربی برای قدرت درمانی دعا هستند. بنا به‌گفتهٔ استنجر این آزمایش‌ها هیچ شواهدی برای وجود این خاصیت پیدا نکردند.

### استدلال‌های منطقی
استنجر در کتاب خود یعنی خدا: فرضیه شکست خورده استدلال می‌کند که خدایی دارای صفات علم مطلق، نیکی مطلق و قدرت مطلق - که او خدای ۳۰ می‌نامد - نمی‌تواند از جهت منطقی وجود داشته باشد. استدلال‌های مشابهی برای رد وجود خدایی دارای ویژگی‌های مختلف را می‌توان در کتاب مایکل مارتین و ریکی مونیر، عدم امکان خدا یا مقالهٔ «استدلال خواص ناسازگار» یافت.

### نقد بر تمایزگرایی علم و دین
ریچارد داوکینز به‌طور ویژه منتقد دیدگاه‌های آشتی جویانه‌ای است که ادعا می‌کنند علم و دین در تضاد نیستند. او برای مثال، اشاره می‌کند که ادیان ابراهیمی به‌طور مداوم در تقابل با مسائل علمی هستند. او در مقاله‌ای در سال ۱۹۹۸ در نشریهٔ فری اینکویری و بعد از آن در سال ۲۰۰۶ در کتاب توهم خدا به بیان مخالفت با دیدگاه‌های اعلام‌شده توسط استیون جی گولد پرداخت. گولد ادعا می‌کند که علم و دین دو قلمرو ناهمپوشان (نوما) هستند. در دیدگاه گولد، علم و دین به دو محدودهٔ متمایز تعلق دارند؛ دامنهٔ علم، محدود به قلمرو تجربی و شامل نظریه‌هایی خواهد بود که برای توصیف مشاهدات، توسعه یافته‌اند؛ در حالی که دین، مشغول پاسخ به پرسش‌های مربوط به معنای غایی و ارزش اخلاقی است. داوکینز معتقد است که نوما توصیفی واقعی دربارهٔ رابطهٔ علم و دین ارائه نمی‌دهد. او ادعا می‌کند: «کاملاً غیرواقع‌گرایانه است که مانند گولد و بسیاری دیگر ادعا کنیم که دین، خود را از علم دور نگه می‌دارد و در اخلاق و ارزش‌ها خلاصه می‌شود. جهانی با حضور یک موجود فراطبیعی، تفاوت‌هایی اساسی و کیفی با جهانی فاقد آن خواهد داشت. این تفاوت به شکل اجتناب‌ناپذیری، یک تفاوت علمی است. ادیان، وجود بعضی پدیده‌ها را ادعا می‌کنند و این نوع ادعا، ادعایی علمی است.» مت ریدلی اشاره می‌کند که دین فقط در رابطه با معنای غایی و اخلاق صحبت نمی‌کند. از طرفی علم از صحبت در این حوزه منع نشده‌است. به‌هرحال، اخلاق، شامل رفتار انسان است؛ این رفتار، پدیده‌ای قابل رؤیت است، و علم نیز مطالعهٔ پدیده‌های قابل مشاهده است. ریدلی اشاره می‌کند که شواهد علمی قابل توجهی در تکاملی‌بودن ریشهٔ اخلاق، وجود دارد.

### علم و اخلاق
سام هریس به تبلیغ این تفکر می‌پردازد که علم و در نتیجه، بسیاری از ناشناخته‌های عینی می‌توانند راهنمایی گسترده برای اخلاقیات انسان باشند. کتاب هریس اخلاقی چشم‌انداز و همچنین سخنرانی تد او چگونه علم می‌تواند تعیین ارزش‌های اخلاقی ادعا می‌کنند که رفاه و شادی انسان‌ها و در مقابل، رنج‌بردن را می‌توان مبنایی برای رفتار اخلاقی در نظر گرفت و براساس آن، اخلاق را تلاش برای رسیدن به بهترین شرایط، معرفی کرد؛ علاوه بر این، او می‌گوید که رفاه و زندگی شاد، ویژگی‌هایی عینی هستند.

### خداناباوری نو و سیاست
خداناباوری نو از از راه‌های مختلفی به شکل سیاسی، فعال است؛ همچون: مبارزه برای کاهش نفوذ دین در حوزهٔ عمومی، تلاش برای ترویج تغییر فرهنگی (با مرکزیت در ایالات متحده، محور پذیرش خداناباوری) و تلاش برای ترویج ایدهٔ «هویت خداناباور» است. تفاوت استراتژیکی برای رسیدن به این هدف‌ها قابل توجه است. همچنین گستردگی و تنوع جنسیتی و نژادی این گروه، قابل توجه است.

## انتقادات
ادوارد فسر در کتاب خود، «آخرین خرافه» بر اساس فلسفهٔ ارسطو و توماس آکویناس، بر ضد «خداناباوری نو» استدلال می‌کند. به‌گفتهٔ فسر، در متافیزیک ارسطو-توماسی، ضرورتاً خدا وجود دارد؛ روح انسان، فناناپذیر است و بالاترین سرانجام زندگی انسان (و در نتیجه پایهٔ اخلاقیات)، شناخت خدا است. فسر اعلام می‌کند که علم، هیچ‌گاه متافیزیک ارسطویی را رد نکرده‌است؛ بلکه فیلسوفان مدرن تصمیم به کنار گذاشتن آن گرفته‌اند. در فصل‌های پایانی کتاب ادعا می‌شود که علم‌گرایی و مادی‌گرایی بر اساس فرض‌هایی بنا شده‌اند که ناسازگار و خودناسازگارند و به نتایج بی‌مفهومی می‌رسند.
کاردینال ویلیام لوادا اعتقاد دارد خداناباوری نو، نظریات کلیسا را بد جلوه داده‌است. کاردینال والتر کاسپر خداناباوری نو را «تهاجمی» توصیف می‌کند و آن را اصلی‌ترین منبع تبعیض‌گذاری بر ضد مسیحیان می‌داند. کریس هجز در مصاحبه‌ای با سالون، ادعا کرد که پروپاگاندای خداناباوری نو، به‌اندازهٔ پروپاگاندای مسیحیان راست‌گرا، افراطی است.
دو الهی‌دان به نام‌های جفری رابینز و کریستوفر رادکی، بر ضد آنچه که «طبیعت انجیلی خداناباوری نو» می‌دانستند، موضع گرفتند؛ آن‌ها ادعا کردند که در خداناباوری نو، فرض بر این است که «یک خبر خوب، وجود دارد و باید آن را به هر قیمتی به اشتراک گذاشت و آیندهٔ بشریت با تغییر دین حداکثری افراد، گره خورده‌است.» رابینز و رادکی باور دارند که شباهت‌هایی بین خداناباوری نو و مسیحیت انجیلی پیدا کرده‌اند و نیز نتیجه گرفتند که طبیعت تمامیت‌خواهانهٔ هردو، موجب «تشویق به درگیری‌های بی‌پایان و بدون پیشرفت» بین این دو گروه افراطی خواهد شد. ویلیام استال جامعه‌شناس گفته‌است: «به تصویر کشیده‌شدن گستردهٔ خداناباوران نو به عنوان تصویر بازتابی بنیادگرایان دینی، پدیده‌ای چشم‌گیر است.»
فیلسوف علم خداناباور مایکل روس ادعا کرده‌است که ریچارد داوکینز در دوره‌های «مقدماتی» آموزشی فلسفه یا دین - دوره‌هایی که در بسیاری از مؤسسات آموزشی، مانند کالج‌ها و دانشگاه‌ها در سراسر جهان ارائه می‌شوند. روس نیز ادعا می‌کند که جنبش خداناباوری نو، یک «فاجعهٔ اسف‌بار» است و باعث می‌شود که او به‌عنوان یک «فیلسوف علم ماهر» از داشتن موضع خداناباوری شرمسار شود، به‌طور خاص به این دلیل که خداناباوری نو، زیانی جدی به «علم» و به‌طور کلی‌تر «دانش» می‌زند.
گلن گرینوالد روزنامه‌نگار ساکن تورنتو، مفسر مسائل خاورمیانه، مرتضی حسین، نویسندهٔ سالن ناتان ناب پژوهشگران وید جیکوبی و هاکان یوز و مورخ دین ویلیام امیلسن، جنبش خداناباوری نو را به اسلام‌هراسی متهم کرده‌است. وید جیکوبی و هاکان یوز ادعا می‌کنند «گروهی از خداناباوران جدید، مانند ریچارد داوکینز، سام هریس و کریستوفر هیچنز، از نظریهٔ برخورد تمدن‌های ساموئل هانتینگتون برای شرایط سیاسی فعلی استفاده کرده‌اند و این عمل در «اسلام‌هراسی در مطالعهٔ جوامع مسلمان» نقش‌آفرینی می‌کند. ویلیام امیلسون استدلال می‌کند که واژهٔ «نو» در خداناباوران، نه به پرخاشگری آنان اشاره دارد و نه به محبوبیت غیرمعمول و نه به رویکرد علمی‌شان به دین؛ بلکه به حملهٔ آن‌ها، نه فقط به اسلام شبه‌نظامی، بلکه به خود اسلام اشاره دارد، که در زیر ردایی از نقد کلی ادیان قرار گرفته‌است. مرتضی حسین ادعا کرده‌است که چهره‌های پیشرو در جنبش خداناباوری نو «یک روکش اعتبار علمی روی تعصب سیاسی کشیده‌اند، تعصبی که امروزه به لحاظ سیاسی مفید است».